# Plethodon
Plethodon è un genere di salamandre della famiglia Plethodontidae. Sono comunemente conosciute come salamandre dei boschi. Tutti i membri del genere sono endemici del Nord America (Canada e Stati Uniti). Non hanno uno stadio larvale acquatico. I giovani si schiudono nella forma adulta. I membri del Plethodon mangiano principalmente piccoli invertebrati. I primi fossili conosciuti di questo genere provengono dall'Hemphillian del Tennessee negli Stati Uniti.

## Tassonomia
Plethodon fa parte della famiglia Plethodontidae (salamandre senza polmoni) e della sottofamiglia Plethodontinae . Il genere Plethodon può essere diviso in due sottogeneri : il sottogenere nominale Plethodon, che comprende fino a 49 specie orientali (la maggior parte della diversità del genere), e il sottogenere Hightonia,  che comprende 9 specie originarie della parte occidentale del Nord America.
Il sottogenere Plethodon orientale può essere ulteriormente classificato in almeno tre gruppi di specie principali che le analisi genetiche confermano essere cladi:
Il gruppo Plethodon cinereus, che contiene l'onnipresente salamandra dal dorso rosso e altre 9 specie piccole e snelle (Plethodon electromorphus, Plethodon hoffmani, Plethodon hubrichti, Plethodon nettingi, Plethodon richmondi, Plethodon serratus, Plethodon shenandoah, Plethodon sherando e Plethodon virginia).
Il gruppo Plethodon wehrlei  è un complesso di specie incentrato sulla salamandra di Wehrle e su almeno 4 dei suoi parenti stretti (Plethodon dixi, Plethodon jacksoni, Plethodon pauleyi, Plethodon punctatus). Alcune di queste specie sono state formalmente distinte da Plethodon wehrlei solo nel 2019.
Il gruppo Plethodon welleri comprende la salamandra di Weller e le tre specie di salamandra a zigzag (Plethodon angusticlavius, Plethodon dorsalis, Plethodon ventralis) . Molti studi hanno sostenuto che i gruppi wehrlei e welleri dovrebbero essere concepiti come un clade più grande, il gruppo Plethodon wehrlei-welleri.
Il gruppo Plethodon glutinosus  è il gruppo di specie più grande all'interno del Plethodon , con circa 30 specie e diversi complessi di specie subordinate. Molte specie all'interno di questo gruppo (comprese le specie nominali) sono comunemente note come "salamandre viscide", caratterizzate da grandi dimensioni, corporatura robusta e colorazione bianco e nero. Non tutti i membri del gruppo Plethodon glutinosus sono etichettati come salamandre viscide e la delimitazione delle specie tra le salamandre viscide e i loro parenti stretti è oggetto di dibattito continuo. Ad esempio, alcuni studi interpretano Plethodon grobmani e Plethodon mississippi come sinonimi di Plethodon glutinosus, sulla base di una mancanza di caratteristiche genetiche o anatomiche. Una specie difficile da classificare è la salamandra di Webster, che può rientrare nel gruppo wehrlei-welleri o nel gruppo glutinosus, o al di fuori di entrambi i gruppi, a seconda dello studio.

## Specie
Tutt'oggi sono state riconosciute 56 specie (lista non completa):
- Plethodon ainsworthi
- Plethodon albagula
- Plethodon amplus
- Plethodon angusticlavius
- Plethodon asupak
- Plethodon aureolo
- Plethodon caddoensis
- Plethodon chattahoochee
- Plethodon cheoah
- Plethodon cinereus
- Plethodon cilindrico
- Plethodon dixi
- Plethodon dorsale
- Plethodon dunni
- Plethodon elettromorfo
- Plethodon elongatus
- Plethodon fourchensis
- Plethodon grobmani
- Plethodon glutinosus
- Plethodon hlobryonis
- Plethodon hoffmani
- Plethodon hubrichti
- Plethodon idahoensis
- Plethodon jacksoni
- Plethodon jordani
- Plethodon teyahalee